# Онума (озеро, округ Осима, Хоккайдо)
Онума (яп. 大沼) — пресноводное эвтрофное озеро на юге западной части японского острова Хоккайдо. Располагается на территории округа Осима в префектуре Хоккайдо. Входит в состав одноимённой особо охраняемой природной территории (категория МСОП — II) площадью 158,2 км², учреждённой в 1982 году.
Озеро Онума завального происхождения, вытянуто в субширотном направлении. Находится на высоте 129 м над уровнем моря. Площадь озера составляет 5,3 км². Наибольшая глубина — 11,6 м, достигается к северу от центра акватории. Протяжённость береговой линии — 21 км. На юго-западе через пролив сообщается с озером Конума. С юго-восточной стороны впадают реки Икуса-Гава и Карима-Гава. Сток идёт на северо-восток по реке Орито-Гава в Тихий океан.